# 小行星5865
小行星5865（英語：5865 Qualytemocrina）是一颗围绕太阳公转的小行星。1984年8月31日，安東寧·姆爾科斯在克列特发现了此天体。
这颗小行星的绝对星等为181.0100303781986等。